# Чернятин (Морозовичский сельсовет)
Чернятин (бел. Чарняцін) — посёлок в Морозовичском сельсовете Буда-Кошелёвского района Гомельской области Белоруссии.

## География

### Расположение
В 11 км на юго-запад от районного центра и железнодорожной станции Буда-Кошелёвская (на линии Жлобин — Гомель), 39 км от Гомеля.

### Гидрография
На юге, севере и западе мелиоративные каналы.

## Транспортная сеть
Транспортные связи по просёлочной, затем автомобильной дороге Жлобин — Гомель. Планировка состоит из короткой прямолинейной улицы, ориентированной с юго-востока на северо-запад и застроенной деревянными домами усадебного типа.

## История
Основан в начале XX века переселенцами с соседних деревень. В 1926 году в Глазовском сельсовете Уваровичского района Гомельского округа. В 1930 году организован колхоз. В 1959 году в составе колхоза «Новая жизнь» (центр — деревня Глазовка).
До 16 декабря 2009 года в составе Глазовского сельсовета.

## Население

### Численность
- 2004 год — 23 хозяйства, 42 жителя.

### Динамика
- 1926 год — 32 двора, 155 жителей.
- 1959 год — 169 жителей (согласно переписи).
- 2004 год — 23 хозяйства, 42 жителя.